# 航空武器整備員
航空武器整備員（こうくうぶきせいびいん）は、海上自衛隊の職域の1つ。
P-3CやSH-60Jなどの航空機の武器の整備を担当する。略号AO:AVIATION ORDNANCE MAN

## 概要
海上自衛隊では、航空機装備品整備は航空電子整備と航空武器整備に分類されている。武器整備員は、航空救命整備員を統廃合しているため、武装器材のみならず救命器材の整備も担当する。他の航空機整備と比較して、SHOP整備（武器整備隊）に多くの人員を割り当てられている。
武装器材としては、投下管制装置（火器管制装置）を中心としてMK-46魚雷、対艦ミサイル「ハープーン」、「ヘルファイア」、対潜爆弾のほか、機関銃、ソノブイの整備、搭載も担当する。
救命器材としては落下傘、救命浮舟、サバイバルジャケット、耐寒耐水服、発煙筒、照明弾、信号拳銃、着色球、機内消火器、非常糧食などの整備を担当する。
新入社員教育に相当する海士課程では、下総航空基地の第3術科学校で一通りの技能訓練を自衛官として勤務しながら受けられる。
また海士課程期間では火薬取り扱いからミシンによる裁縫作業についての教育もある。努力次第で火薬類取扱保安責任者、危険物取扱者、高圧ガス製造保安責任者、消防設備士などの取得も可能である。 
航空武器整備員の中から選抜して、哨戒機の機上武器員(ORD)になるコースも用意されている。